# ويليام بي. جيل
ويليام بي. جيل (بالإنجليزية: William B. Gill)‏ هو كاتب مسرحي أمريكي، ولد في 1842، وتوفي في 1919.

## وصلات خارجية
- ويليام بي. جيل على موقع قاعدة بيانات برودواي على الإنترنت (الإنجليزية)